# 羅平 (裘甫)
羅平（らへい）は、中国、唐代の浙東農民反乱の指導者裘甫が用いた私年号。860年。

## 西暦・干支・唐の元号との対照表
| 羅平 | 元年   |
| 西暦 | 860年  |
| 干支 | 庚辰   |
| 唐   | 大中14 |